# Пісняр-лісовик миртовий
Пісняр-лісовик миртовий (Setophaga auduboni) — вид горобцеподібних птахів родини піснярових (Parulidae). Назва виду вшановує американського орнітолога, натураліста та художника Джона Джеймса Одюбона (1785-1851).

## Поширення
Птах гніздиться на більшій частині західної частини Канади, західних штатах США і в Мексиці. Він перелітний, зимує з південних частин гніздового ареалу на захід Центральної Америки.

## Опис
Довжина птаха становить від 14 до 15 см, вага самців — від 10 до 16 г, самиць — від 10 до 14 г. Самець має шиферно-блакитну спину з жовтими плямами на маківці, горлі, крупі та боках. На хвості білі плями, а на грудях чорні смуги. Самиця має схожий малюнок, але спина коричнева, як і смуги на грудях.